# Factor sigma
Els factors sigma o factors σ són proteïnes que es troben en procariotes com subunitats de l'ARN polimerasa. Li permeten reconèixer les seqüències promotores de l'ADN per iniciar la transcripció. Els factors sigma més comuns són els factors σ70 i σ54.

## Factors σ70
Són els més comuns, interaccionen amb la majoria dels promotors procariotes. Són regulats per repressors i activadors que es troben propers al promotor.
Alguns exemples de promotors reconeguts per l'ARN Polimerasa-σ70 són el de l'operó lac i l'operó trp.

## Factors σ54
L'ARN polimerasa-σ54 reconeix seqüències que són regulats exclusivament per activadors que es troben units a seqüències amplificadores localitzades centenars o milers de parells de bases (pb) del promotor corrent arriba.
Un exemple de promotor reconegut per l'ARN Polimerasa-σ54 és el del gen glnA.